# Ana Quirós (activista)
Ana Quirós Víquez es una feminista y activista por los derechos de las personas LGBT+ costarricense que ejerció su actividad en Nicaragua. Es directora de la organización no gubernamental Centro de Información y Servicios de Asesoría en Salud (CISAS).

## Biografía
Ana Quirós nació en México de padres costarricenses. Desde finales de los años 1970 estableció su residencia en Nicaragua, donde desarrolló su activismo. En 1997 obtuvo la nacionalidad nicaragüense. Es parte del Movimiento Autónomo de Mujeres (MAM), de la Articulación Feminista de Nicaragua, de la Unidad Nicaragüense de la Disidencia Sexual Auto Convocada y representa a la Unidad Azul y Blanco (UNAB) en Costa Rica. Así mismo, es experta en salud pública.
En abril de 2018, durante las protestas en Nicaragua contra la reforma de la seguridad social por parte del gobierno del presidente Daniel Ortega, fue golpeada por simpatizantes de la vicepresidenta Rosario Murillo con tubos de metal. Posteriormente tuvo que recibir asistencia médica al tener heridas en la cabeza y dos dedos fracturados y desplazados.
A finales de 2018, fue arrestada y expulsada de Nicaragua, a la vez que el gobierno le retiró la nacionalidad nicaragüense.